# 妻に恋する66の方法
『妻に恋する66の方法』（つまにこいする66のほうほう）は、福満しげゆきによる日本の漫画作品。『イブニング』（講談社）にて、2016年7号（3月8日発売）から2019年23号（11月12日発売）まで連載。
『うちの妻ってどうでしょう?』と同じく「妻」を主題にした4コマ風のコマ割りによるエッセイ漫画である。単行本1巻の表紙は新書風のデザイン、2巻の表紙はライトノベル風のデザインになっている。

## 登場人物
僕
作者の自画像。妻を観察する。
妻
『僕の小規模な失敗』『僕の小規模な生活』『うちの妻ってどうでしょう?』に一貫して登場している福満しげゆきの妻。九州出身。手足は短め、身体は丈夫そう、と形容されている。

## 書誌情報
- 福満しげゆき『妻に恋する66の方法』講談社〈イブニングKC〉、全6巻
  1. 2016年10月21日発売、ISBN 978-4-06-354640-8
  2. 2017年4月21日発売、ISBN 978-4-06-354664-4
  3. 2017年10月23日発売、ISBN 978-4-06-354694-1
  4. 2018年5月23日発売、ISBN 978-4-06-511369-1
  5. 2019年3月22日発売、ISBN 978-4-06-515207-2
  6. 2020年1月23日発売、ISBN 978-4-06-518498-1